# Abdelmalek Benhabyles

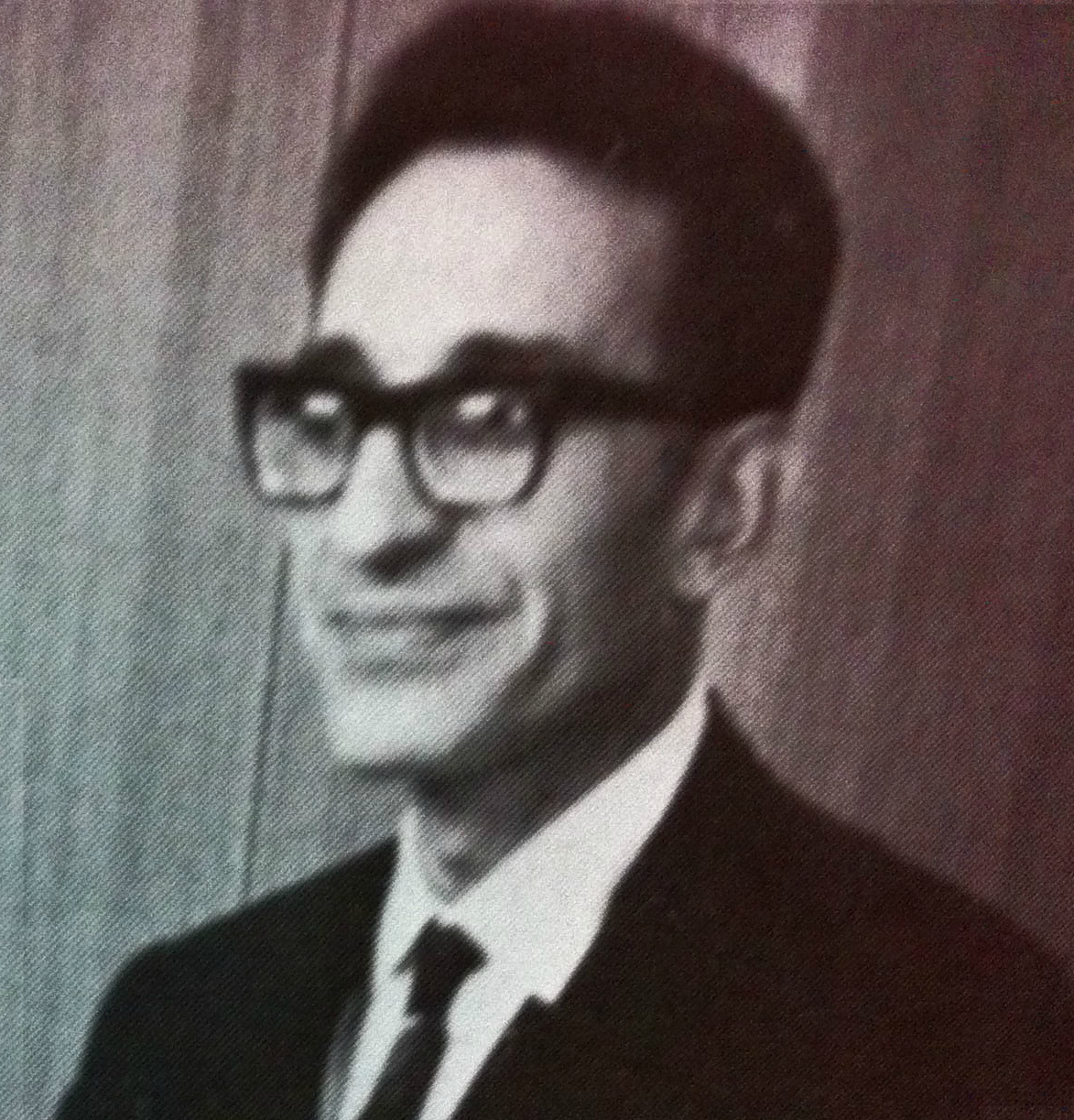
Abdelmalek Benhabylès

Abdelmalek Benhabyles (arabisch عبد المالك بن حبيلس, DMG ʿAbd al-Mālik b. Ḥabīlis; * 27. April 1921; † 28. Dezember 2018 in Algier) war ein algerischer Politiker, der vom 11. Januar 1992 bis zum 14. Januar 1992 das Amt des Präsidenten von Algerien ausübte.

## Leben
Benhabyles war einer der Gründer der Parti du People algérien. Er setzte sich für die Unabhängigkeit Algeriens ein. Nach der Unabhängigkeit Algeriens wurde Benhabyles zum Botschafter Algeriens zunächst in Japan und dann in Tunesien ernannt. Von 1977 bis 1979 war er Justizminister. Später wurde er Generalsekretär der Präsidentschaft der Republik unter der Regierung von Chadli Bendjedid, bis er 1989 in den Verfassungsrat wechselte.
Nach dem Rücktritt Bendjedids am 11. Januar 1992 wurde Abdelmalek Benhabyles Präsident von Algerien, bis er drei Tage später, am 14. Januar 1992, von Muhammad Boudiaf abgelöst wurde. Bis zum 12. April 1995 verblieb er im Amt des Präsidenten des Verfassungsrates. 
2012 wurde ihm der japanische große Orden der Aufgehenden Sonne am Band verliehen.
Am 28. Dezember 2018 starb Benhabyles im Alter von 97 Jahren in der algerischen Hauptstadt Algier.